# Comuna Rohojanî, Volodîmîr-Volînskîi
Rohojanî (în ucraineană Рогожани) este o comună în raionul Volodîmîr-Volînskîi, regiunea Volînia, Ucraina, formată din satele Izov și Rohojanî (reședința).

## Demografie
Componența lingvistică a satului Rohojanî
     Ucraineană (99,3%)
     Alte limbi (0,7%)
Conform recensământului din 2001, majoritatea populației satului Rohojanî era vorbitoare de ucraineană (99,3%), existând în minoritate și vorbitori de alte limbi.